# Begeleid individueel studeren
Het begeleid individueel studeren (BIS) was een dienst van de Vlaamse overheid om iedereen de kans geven zich bij te scholen, ook als men niet naar een (CVO-)school kon of wilde gaan. Vroeger stond dit bekend als de "Dienst schriftelijk onderwijs", het waren dus meestal schriftelijke cursussen. Iedereen kon zich zonder bijkomende voorwaarden aanmelden. Het was zelfstudie maar er was begeleiding op afstand van een persoonlijke leraar, mentor of coach. Het was dus afstandsonderwijs.
BIS ontstond uit de "Schriftelijke Rijksleergangen" van het vroegere Belgische Ministerie van Onderwijs dat door de splitsing van België in gemeenschappen ophield te bestaan. De Franstalige tegenhanger in België is "Enseignement à Distance". De cursussen waren tot half 20e eeuw bijna uitsluitend gericht op ambtenaren die zich voorbereidden op bevorderingsexamens en op mensen die zich voorbereidden op de ASO-examens van de Examencommissie van de Vlaamse Gemeenschap (de vroegere "Middenjury"). 
Tussen 2000 en 2007 behoorde het BIS tot het volwassenenonderwijs en was het aanbod sterk verbreed: niet enkel de klassieke schoolvakken (aardrijkskunde, geschiedenis, biologie, ...) als voorbereiding op de examencommissie, maar ook allerlei talen, Nederlands als tweede taal, informatica, economie, recht, techniek, vrijetijdsonderwerpen en meer. Veel van de cursussen werden ook interactief via het internet (BIS Online) aangeboden.
In 2007 is BIS stopgezet voor het grote publiek. Enkel kandidaten voor de examencommissie en gedetineerden kunnen (voorlopig) nog cursussen volgen. Er wordt geen begeleiding door mentoren meer voorzien. Vanaf 2008 stelt KlasCement de ruim 4000 digi(taal)lessen van BIS beschikbaar in de vorm van computeractiviteiten en syllabi die gratis mogen ingezet worden voor onderwijsdoeleinden.